# Thaumatomyrmex
Thaumatomyrmex es un género de hormigas de la subfamilia Ponerinae con una morfología caracterizada por tener la cabezy grandes mandíbulas delgadas, curvas y con tres dientes largos y agudos.

## Especies
Las siguientes especies pertenecen al género Thaumatomyrmex:
- Thaumatomyrmex atrox Weber, 1939
- Thaumatomyrmex bariay Fontenla, 1995
- Thaumatomyrmex cochlearis Creighton, 1928
- Thaumatomyrmex contumax Kempf, 1975
- Thaumatomyrmex ferox Mann, 1922
- Thaumatomyrmex mandibularis Urbani & de Andrade, 2003
- Thaumatomyrmex mutilatus Mayr, 1887
- Thaumatomyrmex nageli Urbani & de Andrade, 2003
- Thaumatomyrmex soesilae Makhan, 2007

## Curiosidades
Para el sociobiólogo Edward O. Wilson la hormiga Thaumatomyrmex es su preferida. Una de las especies más raras fue localizada en Brasil, con grandes mandíbulas, se descubrió que comía una sola especie de ciempiés. Otra hormiga preferida es la hormiga cortadora de hojas.